# Gazeta Radomszczańska
Gazeta Radomszczańska ukazuje się od 1992 roku. Pierwsza w III RP gazeta miejska miasta Radomska. Gazeta Radomszczańska jest jednym z najpopularniejszych tygodników w Radomsku i powiecie radomszczańskim. Gazeta zasięgiem obejmuje miasta Radomsko, Przedbórz, Kamieńsk oraz gminy Dobryszyce, Gidle, Gomunice, Kobiele Wielkie, Kodrąb, Lgota Wielka, Ładzice, Masłowice, Radomsko, Wielgomłyny, Żytno.
Objętość gazety wynosi od 16 do 24 stron formatu A-3.
Gazeta Radomszczańska jest tygodnikiem informacyjno-publicystycznym. Zajmuje się też tematyką kulturalną i historyczną Radomska oraz powiatu radomszczańskiego. Gazeta jest dostępna w sieciach Kolporter, Ruch, Garmond oraz w punktach własnych. Prenumeratę realizuje Ruch. 
Objętość gazety wynosi od 24 do 32 stron.
W październiku 2020 roku, jako pierwszy tygodnik lokalny w Polsce, wprowadził paywall na stronie. Za miesięcznym abonament dostępne są wszystkie treści z wydania papierowego plus treści dodatkowe.
W latach 2016–2019 Gazeta Radomszczańska była 11-krotnie nominowana oraz zdobyła 6 nagród głównych w konkursie SGL Local Press. W 2017 roku Gazeta Radomszczańska została uznana Gazetą Roku 2017 w konkursie SGL Local Press. W 2018 roku tekst Gazety „Tajemnice kampanii prezydenta Ferenca” został nominowany do nagrody im. Teresy Torańskiej.

## Główne działy
- Wiadomości
- Wydarzenia
- Ludzie
- Historia – publicystyka
- Co gdzie kiedy
- Sport

## Redakcja
- Janusz Kucharski – redaktor naczelny
- Edyta Rybaczek - dziennikarka
- Andrzej Andrysiak – dziennikarz/wydawca
- Zbigniew Kipigroch – redaktor graficzny[7]

### oraz
- Jacek Łęski
- Mirosława Łęska (zmarła 8 lutego 2021)[8]
- Iwona Natkańczyk
- Małgorzata Skupińska
- Jolanta Siemińska
- Tomasz Nowak
- Tomasz Zaskórski
- Jan Nitecki
- Paweł Grabalski